# Eine Steppenskizze aus Mittelasien
Eine Steppenskizze aus Mittelasien (russisch: В средней Азии, V srednej Azii, wörtlich In Mittelasien) ist eine sinfonische Dichtung des russischen Komponisten Alexander Borodin (1833–1887). Er komponierte dieses Orchesterwerk 1880 zum 25. Jahrestag der Regierung von Zar Alexander II. und widmete es dem Komponisten Franz Liszt. Dieser Zar hatte Turkestan, ein Gebiet in Mittelasien, annektiert und dem Russischen Reich einverleibt.

## Einblick in die Komposition
Das Werk ist ein typisches Beispiel für Programmmusik. Borodin gab ihm folgendes ausformuliertes Programm:
„In der einförmigen Steppe Mittel-Asiens erklingen die bisher fremden Töne eines friedlichen russischen Liedes. Aus der Ferne vernimmt man das Getrappel von Pferden und Kamelen und den eigentümlichen Klang einer morgenländischen Weise. Eine einheimische Karawane nähert sich. Unter dem Schutz der russischen Waffen zieht sie sicher und sorglos ihren weiten Weg durch die unermessliche Wüste. Weiter und weiter entfernt sie sich. Das Lied der Russen und die Weise der Asiaten verbinden sich zu einer gemeinsamen Harmonie, deren Widerhall sich nach und nach in den Lüften der Steppe verliert.“
Das Stück besteht aus vier musikalischen Bausteinen, die folgendermaßen charakterisiert werden: 
- Endlose Weite der Steppe
- Russisches Lied
- Getrappel (der Karawane und der Pferdehufe)
- Orientalische Weise

In einem sehr hohen, langen und leise klingenden Ton der Violinen, der die endlose Weite der Steppe charakterisiert, erklingt das Russische Lied durch die Klarinette und durch das Horn. Anschließend ertönt Getrappel durch gezupfte Streicher zusammen mit der Endlosen Weite der Steppe, und das Englischhorn trägt in zarter Tongebung Die orientalische Weise vor. Borodin verknüpft auch im weiteren Verlauf bis zu drei musikalischen Bausteine gleichzeitig miteinander. Ausnahme bildet die Darstellung des Russischen Liedes durch das ganze Orchester in der Mitte des Stückes, um hier den „Schutz der russischen Waffen“ zu symbolisieren.
Der Komponist äußerte sich einem höchst verwunderten und beeindruckten Freund gegenüber bezüglich der exzellenten Verarbeitung der Themen: „Bevor ich dieses Stück komponierte, hatte ich bereits die beiden Themen erdacht – das russische und das orientalische, die dann beide im doppelten Kontrapunkt zusammengebracht wurden; und erst später entwickelte ich das gesamte Accessoire dieses Orchesterbildes.“
1882 bearbeitete Borodin die Steppenskizze aus Mittelasien zu einem vierhändigen Klavierstück.

## Politische Ausdeutung der Komposition
Nach Wißkirchen identifiziert sich Borodin „mit dem Bewußtsein der Russen, eine Ordnungsmacht zu sein. Das verbindet ihn mit (fast) allen Russen, nicht nur mit Slawisten, sondern auch mit den Zaristen, wahrscheinlich auch den Westler.“
Wie Wißkirchen feststellt, ist das russische Thema dominant: „Es erscheint am Anfang und am Schluß, es kommt aus dem Steppenton und ‚entschwebt‘ am Schluß wieder in ihn: die Steppe, der laut Programm der russische Ton bisher fremd ist, wird sozusagen russifiziert. Der gleiche Gedanke artikuliert sich in den imitatorisch verschachtelten Themenfragmenten gegen Schluß, die den ‚Nachhall‘ des russischen Liedes in der Steppe darstellen. In der Mitte des Stückes tritt entsprechend dem ursprünglichen Programm (‚schreckliche Kriegsmacht‘) – wirkungsvoll inszeniert durch das plötzliche ff, die massive Klanggestaltung, die im Sinne einer Hymne kompakte Ausharmonisierung (die schon in den vorhergehenden Themenauftritten begann), die ‚programmwidrige‘ Ausblendung des Ambiente (Getrappel, Steppentöne) und die harmonische Rückung von Es nach C – das Russenthema ganz martialisch auf. (Die zarte Verschmelzung dieses Themas mit dem Steppenton am Schluß stellt sozusagen die Verinnerlichung dieses politischen Anspruchs dar.) Übrigens verzichtet Borodin zugunsten dieser effektvollen Inszenierung auf eine vom Programm her naheliegende Perspektivendynamik. Er schreibt also keine Programmusik im eigentlichen Sinne, sondern ein poetisches Gemälde mit deutlich artikulierter politischer Aussage. Das orientalische Thema erscheint zwar auch relativ häufig, wird aber im zweiten Teil  zunehmend durch die Instrumentation und die chromatisierte Harmonik europäisiert.“

## Ausgaben
- Taschenpartitur: Edition Eulenburg 833. ISBN 3-7957-6606-0.